# Ризька українська середня школа
56°56′55″ пн. ш. 24°07′44″ сх. д. / 56.94861111° пн. ш. 24.12888889° сх. д.

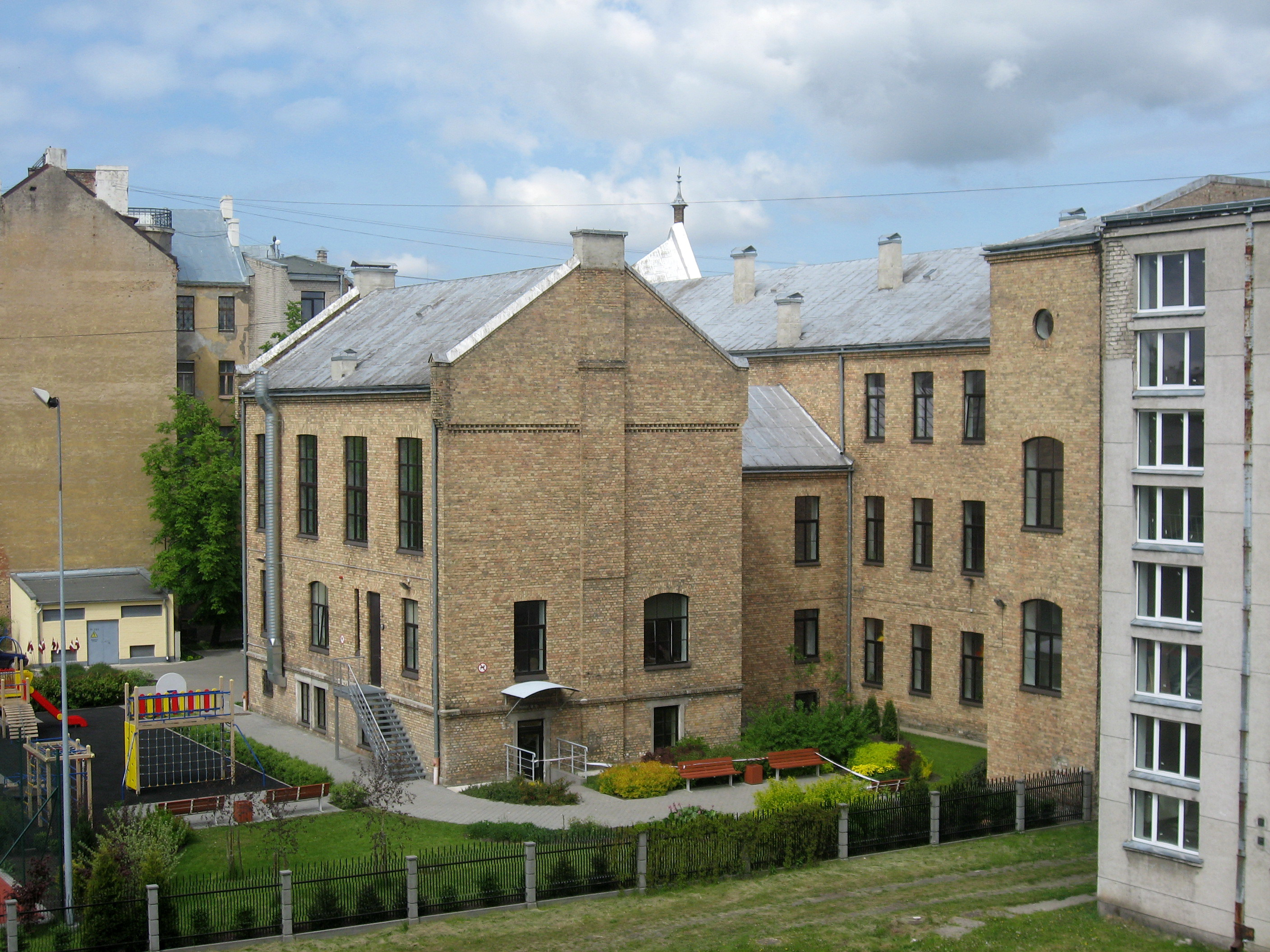
Ризька українська середня школа (2008)

Ризька українська середня школа (латис. Rīgas Ukraiņu vidusskola) — одна з середніх шкіл Риги, розташована на вулиці Вісвалжа 4 в районі Авоти.
Заснована у 1989 році як Латвійська українська недільна школа на вулиці Тербатас з трьома першими класами та 45 учнями. У 1991 році була заснована Ризька українська середня школа, яка в 1996 році переїхала до колишньої Ризької 9-ї середньої школи на вулиці Вісвалжа, 4. У 2011 році Ризька українська середня школа переїхала до приміщення Ризької 99-ї середньої школи на вул. Таллінас 57 для проведення ремонтних робіт.
Лідія Кравченко є директором Ризької української середньої школи з моменту її заснування. Інара Бока, Романс Тіллеріс та соціальний педагог Егілс Вілкаушс багато років працюють заступниками директора.
У 2001 році  Ризька українська середня школа була нагороджена Почесною Грамотою Кабінету Міністрів України "За вагомий внесок у справу формування позитивного іміджу України у світі, активну громадську діяльність".